# Araneus memoryi
Araneus memoryi är en spindelart som beskrevs av Henry Roughton Hogg 1900. Araneus memoryi ingår i släktet Araneus och familjen hjulspindlar.
Artens utbredningsområde är Victoria, Australien. Inga underarter finns listade i Catalogue of Life.